# Camera anteriore dell'occhio
La camera anteriore dell'occhio è una porzione del bulbo oculare.

## Disposizione e rapporti
La camera anteriore è compresa tra la cornea anteriormente, il limbus sclerocorneale ai margini e l'iride e il cristallino (attraverso la pupilla) posteriormente. L'iride e il cristallino la separano rispettivamente dalla camera posteriore la cui aderenza non stretta consente alle due camere di comunicare e permette la libera circolazione dell'umor acqueo.

## Struttura
È uno spazio convesso, leggermente concavo indietro e con una profondità che diminuisce dal centro alla periferia dove termina con un angolo diedro, l'angolo iridocorneale. È ricolmo di umore acqueo.

## Derivazione embriologica
La camera anteriore prende origine da una fessura che si forma nel mesenchima tra il cristallino e la cornea in sviluppo. Tale mesenchima darà poi origine allo stroma corneale. Con la scomparsa della membrana pupillare e la formazione della pupilla, le due camere possono comunicare attraverso il seno venoso della sclera (o canale di Schlemm), che rappresenta il passaggio di uscita dell'umore acqueo verso il sistema venoso.

## Fisiologia
La camera anteriore è sede di un importantissimo evento fisiologico: nel punto dove l'iride tocca la cornea, anatomicamente viene a crearsi un angolo attraverso il cui trabecolato (canale di Schlemm) avviene il drenaggio dell'umore acqueo, liquido fisiologico secreto dai processi ciliari e riversato in camera posteriore. L'esatto equilibrio tra prodotto e deflusso dell'umore acqueo fa sì che la pressione intraoculare (tono) esercitata dall'umore acqueo verso l'esterno si tenga costante. Una pressione nella norma si aggira intorno ai 16-19 mmHg.

## Patologia
In caso che, in difetto nello smaltimento o (più raramente) per eccesso di produzione, aumenti la quantità di umore acqueo in camera anteriore, aumenta inevitabilmente anche la pressione ad esso associata (ipertono). Valori costanti che superano i 20-22 mm/hg possono portare a tale situazione.